# Luxemburgischer Eishockeypokal 1998/99
Die Saison 1998/99 war die sechste Austragung des luxemburgischen Eishockeypokals, des luxemburgischen Eishockeypokalwettbewerbs. Pokalsieger wurde zum insgesamt vierten Mal in der Vereinsgeschichte Tornado Luxembourg.

## Modus
In einer gemeinsamen Gruppenphase absolvierten die sieben Mannschaften jeweils zwölf Spiele. Der Erstplatzierte der Gruppenphase wurde Meister. Für einen Sieg erhielt jede Mannschaft zwei Punkte, bei einem Unentschieden gab es ein Punkt und bei einer Niederlage null Punkte.

## Tabelle
|    | Klub                  | Sp | S  | U | N  | Tore   | Punkte |
| -- | --------------------- | -- | -- | - | -- | ------ | ------ |
| 1. | Tornado Luxembourg    | 12 | 11 | 0 | 1  | 214:47 | 22     |
| 2. | ESV Bitburg           | 12 | 8  | 0 | 4  | 111:61 | 16     |
| 3. | Lokomotive Luxembourg | 12 | 7  | 1 | 4  | 81:64  | 15     |
| 4. | EHC Trier             | 12 | 6  | 1 | 5  | 89:70  | 13     |
| 5. | Galaxians d’Amnéville | 12 | 6  | 0 | 6  | 85:91  | 12     |
| 6. | IHC Beaufort          | 12 | 3  | 0 | 9  | 38:131 | 6      |
| 7. | Rapids Remich         | 12 | 0  | 0 | 12 | 25:179 | 0      |

Sp = Spiele, S = Siege, U = Unentschieden, N = Niederlagen